# Operation Stösser
Operation Stösser var en tysk flygburen operation som genomfördes under Ardenneroffensiven. Operationen var ursprungligen planerad att genomföras den 16 december 1944 men dåligt väder och brist på bränsle gjorde att den sköts upp till den 17 december. Befälhavare för operationen var den tyske fallskärmsjägarofficeren överstelöjtnant Friedrich von der Heydte. Operation Stösser var den sista tyska luftlandsättningsoperationen med fallskärmsjägare under andra världskriget, den var även den enda tyska luftlandsättningen som skedde nattetid.

## Bakgrund
Kvällen den 8 december kallades von der Heydte till Kurt Students stabsplats, där han informerades om att han skulle leda en luftlandsättning inom ramen för en kraftfull offensiv. Han skulle sätta upp en temporär stridsgrupp om cirka 1200 man som skulle landsättas bakom fiendens linjer för att ta och hålla viktiga vägkorsningar. von der Heydte föreslog att han skulle leda sitt eget förband 6. Fallschirmjäger Regiment, men förslaget avvisades av Student som befarade att användandet av ett välkänt förband skulle upptäckas av de allierade. Styrkan fick istället sättas upp av mindre förband som lånades in från andra fallskärmsenheter. Efter det mycket kostsamma Slaget om Kreta 1941 hade tyskarna inte genomfört några större luftlandsättningar, därför hade många yngre soldater i fallskärmsstyrkorna aldrig fått fullständig fallskärmsutbildning och många veteraner hade inte satt sin fot i ett flygplan sedan Kreta. Den korta tiden innan operationen skulle starta användes till några dagars intensivutbildning på övningsplatsen Sennelager.
Syftet med operationen var att underlätta 6. pansararméns anfall genom att störa allierade möjligheter att föra in förstärkningar från frontavsnittet kring Aachen och Hürtgenskogen norr om den planerade offensiven. Luftlandsättningen skulle ske cirka elva kilometer norr om staden Malmedy vid vägkorset Baraque Michel. Von der Heydte och hans soldater förväntades hålla platsen i ungefär tjugofyra timmar för att sedan undsättas av den 12. SS-Panzer-Division Hitlerjugend. Styrkan skulle transporteras i 112 plan av typen Junkers Ju 52 tillhörande XII. Fliegerkorps från flygbaserna Paderborn och Lippspringe. Men på samma sätt som fallskärmsjägarna var dåligt utbildade så hade få av piloterna någon erfarenhet av luftlandsättning, flyga över fiendeterritorium eller ens formationsflygning. Landsättningen var planerad att äga rum mellan klockan 4.30 och 5.00 på morgonen den 16 december, strax innan artilleriförberedelserna för offensiven skulle starta.

## Utförande

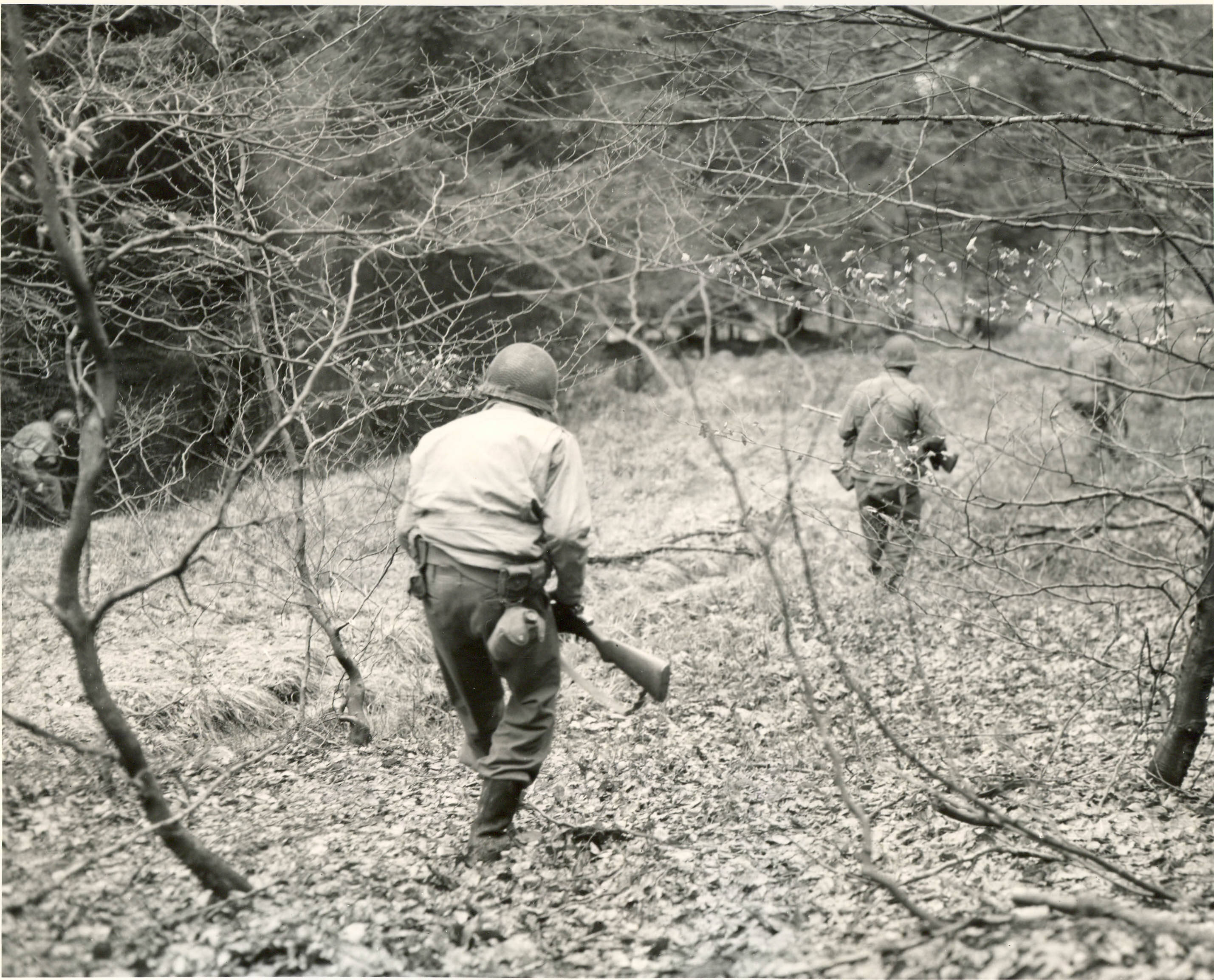
Amerikanska soldater ur 1st Infantry Division genomsöker ett skogsområde efter tyska fallskärmssoldater.

Eftersom huvuddelen av lastbilarna som skulle föra fallskärmssoldaterna till flygfälten de skulle flygas ut från inte hade fått bränsle i tid, hade styrkan inte kunnat komma iväg i tid och operationen hade skjutits upp för att antagligen helt ställas in. Men eftersom 6. pansararméns markoffensiven inte hade gjort så stora framsteg som planerat under det första dygnet, beslöt man att genomföra landsättningen kring midnatt mellan den 16 och 17 december. Väderprognoserna för natten räknade med vindhastigheter på närmare 58 kilometer i timmen över landningsområdet, 20 kilometer i timmen ansågs vara gränsen för nattliga fallskärmslandsättningar, trots detta skickades styrka iväg. På grund av dåligt väder och bristande erfarenhet hade piloterna stora svårigheter att hitta den rätta platsen för luftlandsättningen och många fallskärmsjägare hoppade på helt fel platser. Runt 200 man landade i närheten av Bonn.
På morgonen den 17 december hade von der Heydte endast lyckats samla ihop 150 soldater och ytterst få vapenbehållare med understödsvapen hade återfunnits. Endast åtta Panzerfaust av 500 återfanns och endast en 8 cm granatkastare. Han övergav planen att försöka erövra vägkorset med den svaga styrka han hade kunnat samla, utan gömde huvuddelen av styrkan i skogen. Posteringar placerades ut som bevakade huvudvägen från Eupen till Malmédy och från Verviers som observerade större truppförflyttningar och lades sig i försåt för ensamma jeepar och ordonnanser. När tyska pansarstyrkor närmade sig planerade man att försöka erövra en ställning vid vägkorset strax innan stridsvagnarna anlände. Styrkan samlade in en mängd underrättelser och fångar men eftersom all radioutrustning hade förlorats i luftlandsättningen, samt att begäran få utrustas med brevduvor hade avslagits av Sepp Dietrich så hade man ingen möjlighet att sända tillbaka den informationen. På kvällen den 17 december hade styrkan växt till 300 man allt eftersom allt fler av de utsprida fallskärmssoldaterna hittade fram till sitt mål. Under den följande natten beslöt von der Heydte att släppa alla fångar och flytta sitt läger.
Då det tyska fallskärmsjägarna endast medförde nödransoner och Pervitintabletter när de hoppade, började matsituationen bli ansträngd. Efter att flyttat sitt läger drabbade von der Heydtes styrka den 19 december samman med amerikanska soldater ur 18th Infantry Regiment vid 1st Infantry Division, vilka höll på att genomsöka skogarna efter tyska fallskärmstrupper. Båda sidor förlorade ett tiotal man. Vid det här laget så beslöt von der Heydte att ge upp tanken på något anfall utan beslöt att retirera österut mot Monschau. Efter att styrkan hade vadat över floden Helle och råkat ut för fler skärmytslingar gav han den 20 december order om att soldaterna skulle försöka nå de tyska linjerna i mindre grupper. Totalt tillfångatogs 36 man och 37 stupade. von der Heydte själv tillfångatogs i Monschau den 22 december. Den faktiska effekten av Operation Stösser var obefintlig. Dock gav den desto större psykologiska effekter eftersom de allierade till en början trodde att en avsevärt större tysk luftlandsättning ägt rum.